# Pound the Alarm
«Pound the Alarm» es una canción interpretada por la rapera, compositora y cantante trinitense, Nicki Minaj de su segundo álbum de estudio Pink Friday: Roman Reloaded. Fue lanzada el 12 de junio de 2012 bajo los sellos Young Money Entertainment, Cash Money Records y Republic Records como primer sencillo del álbum. La canción fue escrita por RedOne, Carl Falk, Rami Yacoub, Bilal Hajji y Achraf Jannusi, con la coescritura de Minaj y la producción de manos de RedOne, Yacoub, y Falk. Originalmente la canción no estaba planeada para ser lanzada como sencillo pues tras la publicación de una encuesta de Minaj a sus fanes para elegir el siguiente sencillo Minaj ignoró la demanda de «Va Va Voom» y lanzó «Pound the Alarm».
Musicalmente, «Pound the Alarm» es una canción Eurodance. La canción habla de tener un buen rato, y de fiesta toda la noche (así como ir a festivales/carnavales, tal cual es retratado el vídeo musical), sin embargo tiene un verso con Minaj advirtiendo a su amante. La canción entró en los diez primeros puestos de los listados musicales en diferentes países incluyendo Finlandia, Nueva Zelandia, Irlanda, Canadá, Australia y el Reino Unido. La canción también apareció en el Billboard Hot 100 entrando a los primeros veinte puestos y alcanzar la primera posición del Hot Dance Club Songs.
El vídeo musical en promoción a la canción fue filmado en su país natal, Trinidad y Tobago, donde ofreció a Minaj actuando en el Carnaval de Trinidad y Tobago. Cuenta con muchas actuaciones de los lugareños en el vídeo, incluyendo baile y ella en frente de sus parientes al final del vídeo. El videoclip recibió comentarios positivos, muchos disfrutando del ambiente divertido. «Pound the Alarm» fue interpretada en el Pink Friday: Reloaded Tour. La canción está incluida en el juego Just Dance 2014.

## Antecedentes y desarrollo
El 24 de mayo de 2012, fue publicada una encuesta en el sitio web oficial de Minaj pidiendo a los fanáticos elegir el siguiente sencillo . La encuesta fue dividida en tres categorías. La tercera y última dio como opciones «Pound the Alarm», «Whip It» y «Va Va Voom». «Va Va Voom» tuvo la mayoría de votos y ganó la encuesta. «Whip It» ocupó el segundo lugar y «Pound the Alarm» el tercero. Después de que los resultados de la encuesta fueran finalizados, un fanático dijo a Minaj: "NOOO!! Pound The Alarm es mucho más enérgico!!!", donde Minaj respondió: "Estoy de acuerdo!!!! Es divertido para interpretar. Pero las encuestas no mienten en lo que hacen ¿Verdad?". La canción fue eventualmente la tendencia en Twitter para la elección de las canciones. Momentos después, ella twiteó: "Oop. Acaba de llegar la palabra de que es número 1 en las radios del Reino Unido y están corriendo dos días en Australia, debido a la cantidad de solicitudes" y luego añadió "Lo siento Va Va Voomers, parece que Francia eligió #PoundTheAlarm como ganador, está bien barbz".
Minaj confirmó en Twitter el 6 de junio de 2012 que ella eligió «Pound the Alarm» en lugar de «Va Va Voom» debido a la cantidad de peticiones de radio que estaba esta recibiendo en el Reino Unido, Australia y Francia. Impactó oficialmente la radio australiana el 12 de junio de 2012, donde era la pista más agregada de la semana. También impactó en la radio británica el 15 de junio de 2012. En los Estados Unidos, la canción fue lanzada como el segundo sencillo mainstream y cuarto solista el 17 de julio de 2012.

## Música y composición
«Pound the Alarm» es una canción Eurodance producida por RedOne, Carl Falk y Rami. Se compone en tiempo común en la tonalidad de Do♯m con un tempo de 125 latidos por minuto. Moviéndose en tiempo común, sigue una progresión de acorde de Do♯m–G♯m–A–B, y el palmo de la voz de Nicki de B3 a A4. La canción hace uso de EDM, Techno y House en su composición, mientras que también está influenciado por la música rave. Después de cada estribillo hay un "frenético" desglose de Eurodance y dubstep, la canción también cuenta con los sonidos de alarmas, latidos y letras sobre "apoderarse de la noche".
Líricamente, habla de tener un buen tiempo y de estar de fiesta. Sin embargo, en uno de sus versos, ella advierte a su pareja diciendo: "soy una perra mala, sin bozal", lo que significa que mientras los bozales evitan que los perros ladren, nadie puede evitar que diga lo que quiere decir, ya que es una "perra mala". Cuando la canción recibió una recepción mezclada de los críticos encontrándola muy similar, RedOne, quién produjo la pista y «Starships» dijo a MTV News que «Pound the Alarm» es musicalmente más atrevido. "Tiene el elemento pop, pero tiene elementos de hard-core, y algunos elementos de dance underground". De acuerdo a Laurence Green de MusicOMH comparó la canción con la banda de eurodance 2 Unlimited diciendo "el impulso Techno de «Pound the Alarm» se enciende como el que [2 Unlimited] hace en el estudio [...]". Kitty Empire de The Observer describió «Pound the Alarm» como una firme canción "mitad rap, mitad pop".

## Comentarios de la crítica
«Pound the Alarm» recibió comentarios generalmente mixtos por los críticos de la música. Entertainment Weekly dio una crítica positiva al describir la canción como "la maraca perfecta para el trono de tu Barbie Bentley rosa, con sintetizadores en auge que crean una epifanía el cual te anestesia el cerebro: 'la música. Me pone. Bien'. Slant Magazine afirmó que «Pound the Alarm» junto con «Starships», «Whip It» y «Automatic», son "orejeras retro-techno-pop compuestas de fragmentos indiscriminadamente arreglados de «Sexy and I Know It» de LMFAO, «We Found Love» de Rihanna y casi cualquier canción reciente de Britney Spears o Katy Perry que puedas mencionar". La revista británica Fact le dio una crítica positiva, diciendo que "sus ruidos de aspiradora con fuerza de avalancha son tan extravagantes y sus coros tan pegadizos que también puedes ahorrar tiempo y hundirte en el ahora".
Kitty Empire de The Observer dijo que la canción hace que el álbum sea "un compromiso persuasivo entre los listados de este álbum y su territorio de rap". Andrew Unterberger de Popdust le dio a la canción una crítica mixta y la comparó con la música de Jennifer Lopez, Taio Cruz, The Black Eyed Peas y Beyoncé. El editor de Billboard, Andrew Hampp, le dio a la canción una crítica negativa, afirmando que es un "sonido similar a Starships" y diciendo que la única diferencia es que "Nicki canta un poco más que su sencillo actual, pero por lo demás ambas canciones son prácticamente indistinguibles. Incluso el estribillo es una re-escritura". Emily Mackay de NME dijo que la canción era un trance sin encanto" y la clasificó como parte del álbum que "se lanza al fracaso". Matthew Cole fue negativo al afirmar que la canción es "débil". Drowned in Sound llamó la canción "basura electro [música]".

## Rendimiento comercial
«Pound the Alarm» debutó en la posición 92 y alcanzó su mayor puesto en el número 15 del Bilboard Hot 100, alcanzó la posición número catorce del Pop Songs de los Estados Unidos. Fue certificado platino por la Recording Industry Association of America (RIAA) tras superar el millón de ventas. La canción alcanzó el primer lugar en la lista Hot Dance Club Songs. También llegó a entrar entre los diez primeros puestos de las canciones más vendidas en Canadá, alcanzando la novena posición.
La canción también logró tener éxito en las regiones oceánicas. En Australia, debutó en el número 33 y en la semana siguiente alcanzó el décimo puesto como su mayor posición ubicándose en el mismo por dos semanas no consecutivas, finalmente fue certificado 2× platino por la Australian Recording Industry Association (ARIA) por 70 mil ventas. En Nueva Zelanda, la canción debutó en la posición doce para una semana después alcanzar el número seis por dos semanas consecutivas como su mayor posición en el listado. La canción fue certificada Oro por la Recording Industry Association of New Zealand (RIANZ) por 7.500 ventas.
La canción también tuvo mucho éxito en las regiones europeas. En el Reino Unido, la canción debutó en la posición 79 para más tarde desplomarse; luego volvió a entrar a la lista en la posición 61 y unas semanas después alcanzó la octava posición, marcándose así como la tercera canción solista top diez de Minaj en ese país, luego de haberlo logrado con «Starships» y «Super Bass». En Francia logró debutar en el puesto 137, hasta subir al número 52 para luego abandonar el listado. Semanas después re-ingresó en la posición 59 y alcanzó el número 19 como su mayor posición. En Finlandia, la canción debutó en la posición número catorce y más tarde alcanzó la cuarta posición. «Pound the Alarm» logró adentrarse en el top diez de Irlanda, Israel y Escocia en los puestos 8, 10 y 5 respectivamente.

## Vídeo musical
El vídeo fue filmado en el Queen's Park Savannah de Trinidad y Tobago el 4 de julio de 2012 y fue realizado como el de un carnaval temático.  Se hicieron audiciones para su realización en el mismo set de rodaje; para poder aparecer en él, se les pidió a las 500 personas que estarían en la filmación que vistieran con atuendos del carnaval. El video estuvo dirigido por Benny Boom, quien filmó con Minaj «Beez in the Trap» y «Right by My Side». El 13 de julio de 2012 Minaj lanzó un vídeo del 'detrás de escenas' del rodaje. El 31 de julio de 2012 fue estrenado oficialmente en la cuenta de VEVO de Minaj. El vídeo cuenta con más de 255 millones de vistas siendo uno de los certificados Vevo de la rapera.

### Sinopsis

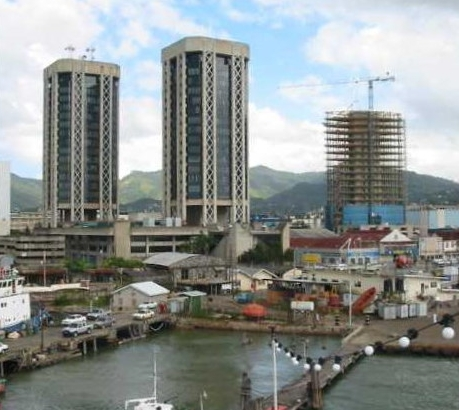
Puerto España (lugar de nacimiento de Minaj) fue el escenario del vídeo.

El vídeo de «Pound the Alarm» comienza con Minaj en un edificio, cantando y mirando por encima de la ciudad. Rinde tributo a Trinidad y Tobago, su lugar de nacimiento y el Carnaval de Trinidad y Tobago. El vídeo se abre en sonido con una versión steelband de la canción tocada por un lugareño y algunas tomas de diferentes ubicaciones en Puerto España. A continuación, se da una toma de la Bandera de Trinidad y Tobago el cual aparece antes de mostrarse a Minaj de pie frente a una vista panorámica de Puerto España. Minaj usa un sujetador hecho a la medida de la bandera de Trinidad y unas bragas altas. Luego, se le ve caminando por un callejón con un traje de carnaval rojo, junto a otras mujeres usando atuendos similares del carnaval trinitense, viéndose de fiesta y baile al sonido de la canción. En esta escena, Minaj tiene un gorro de plumas. En un cambio de escenas, aparece a Minaj en el escenario celebrando un concierto al lado de artistas trinitenses como Machel Montano, Bunji Garlin y Fay-Ann Lyons, mientras desciende confeti y el público lanza banderas de Trinidad. Muchos personajes del canaval de Trinidad aparecen en el vídeo, tales como Dame Lorraine, Blue Devil, Jab Jab, Moko Jumbies (gente caminando sobre zancos) y otros. Hacia el final del vídeo, Minaj está sentada en la parte superior de un altavoz estéreo, mientras que los fuegos artificiales aparecen en el cielo nocturno. Minaj forma una línea de conga y hace algunas coreografías con sus bailarines de respaldo. Después se ve a Minaj y otras mujeres bailando sensualmente el uno del otro; el término local para esta danza se llama "el ganar". Hacia el final del vídeo se ve a Minaj delante de sus primos de Trinidad, y envolviendo un pañuelo Trinitense alrededor de su boca. El vídeo termina con Minaj caminando hacia una luz brillante todavía vestida con atuendo de carnaval.
Del vídeo, Romeo's Corner dijo "Aparte de ser un vídeo muy colorido y con la hermosa Trinidad como su telón de fondo, no veo cómo este vídeo podría hacer cualquier cosa con «Pound the Alarm» aparte de divertirse".

## Interpretaciones en directo
El 23 de junio de 2012, Minaj interpretó «Pound the Alarm» en vivo durante el Radio 1's Hackney Weekend como parte de su repertorio en el estadio. El 13 de julio de 2012, Minaj interpretó la canción en el The Tonight Show with Jay Leno. Ella también la interpretó en el The Today Show junto a «Starships» y «I Am Your Leader». La canción también fue incluida en el repertorio de canciones del Pink Friday Tour, Pink Friday: Reloaded Tour y The Pinkprint Tour.

## Uso en la cultura popular
En 2013 la compañía francesa Ubisoft anunció que «Starships» y «Pound the Alarm» formarían parte de la lista de canciones del videojuego Just Dance 2014.

## Lista de canciones
- Descarga Digital — Versión explícita

| N.º | Título            | Duración |  |
| 1.  | «Pound The Alarm» | 3:25     |  |

- Descarga Digital — Versión censurada

| N.º | Título            | Duración |  |
| 1.  | «Pound The Alarm» | 3:25     |  |

- Descarga digital de EP

| N.º | Título                              | Duración |  |
| 1.  | «Pound The Alarm (Liam Keegan Mix)» | 4:42     |  |
| 2.  | «Pound The Alarm (Nicole Chen Mix)» | 5:43     |  |
| 3.  | «Pound The Alarm (Nick Lees Mix)»   | 5:51     |  |
| 4.  | «Pound The Alarm (Jelfa Mix)»       | 5:27     |  |
| 5.  | «Pound The Alarm (Kitz Looper Mix)» | 5:25     |  |

- Sencillo CD promocional — Versión EU

| N.º | Título                              | Duración |  |
| 1.  | «Pound The Alarm (Liam Keegan Mix)» | 4:42     |  |
| 2.  | «Pound The Alarm (Nicole Chen Mix)» | 5:43     |  |
| 3.  | «Pound The Alarm (Nick Lees Mix)»   | 5:51     |  |
| 4.  | «Pound The Alarm (Jelfa Mix)»       | 5:27     |  |
| 5.  | «Pound The Alarm (Kitz Looper Mix)» | 5:25     |  |

## Posicionamiento en listas
| País              | Lista                               | Mejor posición |      |
| 2012              | 2012                                | 2012           | 2012 |
| ----------------- | ----------------------------------- | -------------- | ---- |
| Alemania          | GfK Entertainment Charts            | 82             |      |
| Australia         | ARIA Singles Chart                  | 10             |      |
| Australia         | ARIA Urban Singles Chart            | 2              |      |
| Bélgica (Flandes) | Ultratop Flandes                    | 14             |      |
| Bélgica (Flandes) | Ultratop Dance Flandes              | 15             |      |
| Bélgica (Flandes) | Ultratop Urban Flandes              | 3              |      |
| Bélgica (Flandes) | Ultratip Bubbling Under Flanders    | 2              |      |
| Bélgica (Flandes) | Dance Bubbling Under Flandes        | 12             |      |
| Bélgica (Valonia) | Ultratop Valonia                    | 9              |      |
| Bélgica (Valonia) | Ultratop Dance Valonia              | 3              |      |
| Bélgica (Valonia) | Ultratip Bubbling Under Valonia     | 6              |      |
| Brasil            | ABPD                                | 22             |      |
| Canadá            | Canadian Hot 100                    | 8              |      |
| Canadá            | Canadian Digital Songs              | 7              |      |
| Dinamarca         | Track Top-40                        | 23             |      |
| Escocia           | Scottish Singles Chart Top 100      | 5              |      |
| Eslovaquia        | Rádio Top 100                       | 25             |      |
| Estados Unidos    | Billboard Hot 100                   | 15             |      |
| Estados Unidos    | Pop Songs                           | 13             |      |
| Estados Unidos    | Rythmic                             | 3              |      |
| Estados Unidos    | Dance/Electronic Digital Song Sales | 1              |      |
| Estados Unidos    | Dance Club Songs                    | 1              |      |
| Estados Unidos    | Hot Latin Songs                     | 41             |      |
| Estados Unidos    | Latin Airplay                       | 41             |      |
| Estados Unidos    | Latin Pop Songs                     | 21             |      |
| Estados Unidos    | Radio Songs                         | 13             |      |
| Estados Unidos    | Digital Songs                       | 11             |      |
| Finlandia         | Suomen virallinen lista             | 3              |      |
| Filipinas         | MyMusic Store                       | 87             |      |
| Francia           | SNEP Singles Chart                  | 19             |      |
| Hungría           | Rádiós Top 40                       | 9              |      |
| Irlanda           | Irish Singles Chart                 | 8              |      |
| Israel            | Media Forest                        | 10             |      |
| Italia            | Italian Singles Chart               | 81             |      |
| México            | Billboard Mexico Airplay            | 17             |      |
| Nueva Zelanda     | NZ Singles Chart                    | 6              |      |
| Países Bajos      | Single Top 100                      | 5              |      |
| Reino Unido       | UK Singles Chart                    | 10             |      |
| República Checa   | Rádio Top 100                       | 41             |      |
| Suecia            | Sverigetopplistan                   | 33             |      |
| Suiza             | Schweizer Hitparade                 | 44             |      |

| Australia         | ARIA Singles Chart       | 87  |
| Australia         | ARIA Urban Singles Chart | 27  |
| Bélgica (Flandes) | Ultratop Urban Flandes   | 33  |
| Bélgica (Valonia) | Ultratop Dance Valonia   | 28  |
| Canadá            | Canadian Hot 100         | 58  |
| Estados Unidos    | Billboard Hot 100        | 75  |
| Estados Unidos    | Hot Dance Club Songs     | 4   |
| Francia           | SNEP Singles Charts      | 118 |
| Reino Unido       | UK Singles Chart         | 62  |

### Sucesión en listas
| Predecesor: «Titanium» de David Guetta con Sia | Dance Electronic/Digital Song Sales — Canción número uno 1 de septiembre de 2012 — 29 de septiembre de 2012 | Sucesor: «Gangnam Style» de PSY            |
| Predecesor: «Hello» de Karmin                  | Dance Club Songs — Canción número uno 13 de octubre de 2012 — 20 de octubre de 2012                         | Sucesor: «Blow Me (One Last Kiss)» de P!nk |

## Ventas y certificaciones
| País                                                       | Organismo certificador | Certificación | Ventas  | Ref.   |
| ---------------------------------------------------------- | ---------------------- | ------------- | ------- | ------ |
| Australia                                                  | ARIA                   | 2× Platino    | 140 000 | [ 63 ] |
| Colombia                                                   | ASINCOL                | Oro           | 5 000   | [ 64 ] |
| Dinamarca                                                  | IFPI - Dinamarca       | Oro           | 15 000  | [ 65 ] |
| Estados Unidos                                             | RIAA                   | 2x Platino    | 2 000   | [ 67 ] |
| Nueva Zelanda                                              | RIANZ                  | Oro           | 7 500   | [ 68 ] |
| Noruega                                                    | IFPI - Noruega         | Platino       | 10 000  | [ 69 ] |
| Reino Unido                                                | BPI                    | Oro           | 400 000 | [ 70 ] |
| (*) significa que la certificación puede incluir streaming |                        |               |         |        |

## Premios y nominaciones
| Año  | Premiación                       | Categoría                       | Resultado |
| ---- | -------------------------------- | ------------------------------- | --------- |
| 2012 | 4Music Video Honours             | Mejor vídeo del 2012            | Nominado  |
| 2013 | BMI London Awards                | Canción ganadora del premio     | Ganador   |
| 2013 | International Dance Music Awards | Mejor pista Dance R&B/Urbano    | Nominado  |
| 2013 | VEVO Certified                   | 100 millones de visualizaciones | Ganador   |

## Créditos y personal
Lugares de grabación
- Grabación en Conway Recording Studios, Hollywood, California, Estados Unidos
- Mezclado en Conway Recording Studios

Personal
| - Onika Maraj – Intérprete, compositor (a) - Nadir "RedOne" Khayat – Compositor, productor, vocales adicionales, instrumentador - Carl Falk – Compositor, productor, mezclador, instrumentador - Rami Yacoub – Compositor, productor, mezclador, instrumentador - Bilal Hajji – Compositor | - Achraf Jannusi – Compositor - Trevor Muzzy – Grabador, mezclador - Ariel Chobaz – Grabador - John Sher – Asistente de grabación - Bilal The Chef – Vocales adicionales - AJ Junior – Vocales adicionales |

 Créditos adaptados por las líneas de Pink Friday: Roman Reloaded

## Historial de lanzamiento
| País           | Fecha               | Formato (s)             |
| -------------- | ------------------- | ----------------------- |
| Australia      | 12 de junio de 2012 | Radio mainstream        |
| Reino Unido    | 15 de junio de 2012 | Radio mainstream        |
| Estados Unidos | 17 de julio de 2012 | Top 40/Mainstream radio |
| Estados Unidos | 31 de julio de 2012 | Radio Rhytmic           |